# Прва лига Југославије у кошарци 1981/82.
Прва лига Југославије у кошарци 1981/82. је било 38. првенство СФРЈ у кошарци. Ово је било прво првенство у ком се играо плеј-оф. Титулу је освојила Цибона.

## Учесници првенства

### Табела
|     | Тим                    | Игр. | Поб. | Нер. | Изг. | П+   | П-   | П+/- | Бод |
| --- | ---------------------- | ---- | ---- | ---- | ---- | ---- | ---- | ---- | --- |
| 1.  | Партизан Београд       | 22   | 18   | 0    | 4    | 2150 | 1976 |      | 36  |
| 2.  | Цибона Загреб          | 22   | 17   | 0    | 5    | 2086 | 1906 |      | 34  |
| 3.  | Црвена звезда          | 22   | 13   | 0    | 9    | 2148 | 2051 |      | 26  |
| 4.  | Задар                  | 22   | 12   | 0    | 10   | 2162 | 2092 |      | 24  |
| 5.  | Шибенка                | 22   | 11   | 0    | 11   | 1967 | 1987 |      | 22  |
| 6.  | Искра Олимпија Љубљана | 22   | 10   | 0    | 12   | 1947 | 2022 |      | 20  |
| 7.  | Босна Сарајево         | 22   | 10   | 0    | 12   | 2162 | 2170 |      | 20  |
| 8.  | Будућност              | 22   | 10   | 0    | 12   | 1941 | 1942 |      | 20  |
| 9.  | Раднички Београд       | 22   | 9    | 0    | 13   | 2017 | 2080 |      | 18  |
| 10. | Борац Чачак            | 22   | 9    | 0    | 13   | 2035 | 2044 |      | 18  |
| 11. | Слобода Дита Тузла     | 22   | 9    | 0    | 13   | 1858 | 1962 |      | 18  |
| 12. | Работнички Скопље      | 22   | 4    | 0    | 18   | 1934 | 2175 |      | 8   |

Легенда:

### Плеј-оф
1. Партизан - Цибона 108:112
2. Цибона - Партизан 89: 75

## Састави екипа
| Екипа         | Играчи | Тренер            |
| ------------- | --- | ----------------- |
| Цибона        | Дамир Павличевић, Александар Петровић, Миховил Накић, Андро Кнего, Крешимир Ћосић, Зоран Чутура, Рајко Господнетић, Аднан Бечић, Томислав Беванда, Младен Цетиња, Свен Ушић, Срђан Савовић                                                                              | Мирко Новосел     |
| Партизан      | Дражен Далипагић, Мишко Марић, Бобан Петровић, Арсеније Пешић, Зоран Славнић, Горан Грбовић, Душан Керкез, Миленко Савовић, Небојша Зоркић, Горан Ристановић, Данко Цвјетичанин, Драган Тодорић, Милан Медић, Небојша Лазаревић, Мирослав Милојевић, Драган Милутиновић | Борислав Ћорковић |
| Црвена звезда | Рајко Жижић, Предраг Богосављев, Зуфер Авдија, Слободан Николић, Стеван Караџић, Зоран Радовић, Бранко Ковачевић, Слободан Јанковић, Салај, Јокановић, Александар Миливојша, Вукосављевић, Драговић, Мрђен                                                              | Ранко Жеравица    |
| Задар         | Петар Поповић, Борис Храбров, Бранко Скроче, Иван Сунара, Вељко Петрановић, Чедомир Перинчић, Ивица Обад, Недјељко Остарчевић | Јосип Ђерђа       |
| Шибенка       | Срећко Јарић, Жељко Мареља, Живко Љубојевић, Бранко Мацура, Ненад Славица, Дамир Дамјанић, Сретен Ђурић, Фабијан Журић | Фарук Куленовић   |
| Борац         | Жељко Обрадовић |                   |
| Слобода       | | Владе Ђуровић     |